# Polifem
Polifem (grč. Πολύφημος, Polúphêmos) u grčkoj mitologiji Kiklop je, Posejdonov i Tozin sin. Polifem je bio i jedan od Argonauta, Elatov i Hipejin sin, pomogao je Heraklu tražiti Hila. U Ilijadi Nestor među najjačim junacima spominje "bogolikog Polifema".

## Etimologija
Polifemovo grčko ime znači "slavan". Složenica je grčkih riječi poly = "mnogo" i pheme = "govor" (srodna s phone = "glas", "zvuk" te phanai = "govoriti").
Prvi dio složenice dolazi od ie. korijena *ple- (vjerojatno povezanog s *pele- = "širiti"), što u grčkom jeziku daje (uz plethos = "mnoštvo", pleres = "puno", ploutos = "bogatstvo", plethein = "biti pun") polys = "mnogo" (mn. polloi) (srodno s lat. plus, lit. pilus = "pun", got. filu (> engl. full, njem. viel i stsl. plъnъ > hrv. pun).
Drugi dio složenice izveden je od ie. korijena *bheh2- = "govoriti", "reći" (srodna s lat. fari = "reći" i fama = "glasina, skr. bhanati = "govori" i stsl./hrv. bajati, bajka, basna).

## Mitologija

### Odiseja
Prema Homeru, Odisej je sa svojim ljudima stigao na kiklopski teritorij te su naišli na veliku pećinu. Ušli su u nju i napravili gozbu jer su pronašli svakojaku hranu. Nisu znali da je pećina dom Kiklopa Polifema, jednookog diva koji se uskoro vratio. Polifem ih je zatočio u pećini blokirajući izlaz velikim kamenom koji smrtnici nisu mogli pomaknuti. Svakog je dana jeo par muškaraca, ali ubrzo je Odisej smislio kako će pobjeći.
Odisej mu je dao nerazrijeđena vina da ga napije. Kad ga je Polifem pitao kako se zove, Odisej je rekao - Nitko. Da bi mu zahvalio na vinu, Polifem je rekao da će ga posljednjega pojesti. Kad je div pijan zaspao, Odisej i njegovi ljudi pretvorili su bor u veliko koplje, koje su pripremili dok je Polifem vani čuvao svoje stado, i oslijepili ga. Polifem je jecao i zapomagao, a ostali su ga Kiklopi čuli i pitali tko mu je probo oko. On je uzvratio - Nitko. Kiklopi su otišli misleći da je poludio ili je žrtva bogova.
Ujutro je Polifem maknuo kamen s ulaza da bi pustio ovce na ispašu. Budući da je bio slijep, nije mogao vidjeti Odiseja i njegove ljude, ali opipao je vrhove ovaca, da ih slučajno nisu zajahali. Međutim, oni su se privezali ispod ovaca i tako pobjegli i uskočili u svoje brodovlje.
Kad su odmakli, Odisej je viknuo Polifemu svoje ime i pobjedonosno uzviknuo. Gnjevni je Polifem bacio ogromnu stijenu na njih, ali promašio je jer ih nije mogao vidjeti. Potom se pomolio svome ocu, Posejdonu da ne dopusti Odiseju da se vrati na rodnu Itaku ili da samo on stigne u stranome brodu a da mu cijela posada umre.

### Eneida
Prema Vergiliju, Trojanci su se susreli s Grkom Ahemenidom, članom Odisejeve družine koji je slučajno ostavljen na kiklopskom otoku pošto su pobjegli od Polifema. Molio je Trojance ili da ga povedu sa sobom ili da ga ubiju, jer to je bolja sudbina nego da ostane sam s mnoštvom drugih Kiklopa. Potom su se pojavili Polifem i ostali Kiklopi te su Trojanci pobjegli zajedno s Ahemenidom.

### Metamorfoze
Prema Ovidiju, Galateja je bila morska nimfa Nereida (kći morskog boga Nereja) u koju se zaljubio sicilski Kiklop Polifem, sin boga Posejdona. No, ona je bila zaljubljena u sicilskoga mladića Akida. Ljubomorni ga je Polifem ubio gromadom u bijesu, a Galateja je njegovu krv pretvorila u istoimenu rijeku u Siciliji.
Druga inačica priče govori da je Polifem na njih poslao krdo konja od čijeg se topota tresla zemlja i uzburkalo more. Prestravljeni Akid i Galateja bacili su se u more i pretvorili u ribe da bi otišli na sigurno. Da se ne bi izgubili, povezali su se dugom plavom vrpcom. Vidjevši njihovu neizmjernu ljubav, bogovi su se sažalili i pretvorili ih u zviježđe na nebu - Ribe.

## Vanjske poveznice
- Polifem u klasičnoj literaturi i umjetnosti (engl.)
- Polifem u grčkoj mitologiji (engl.)
- Kiklopi u klasičnoj literaturi i umjetnosti